# Amor descartable
«Amor descartable» es una canción del grupo musical de Argentina Virus. Fue incluida en el álbum de estudio Relax de 1984.

## Músicos
- Federico Moura: voz principal y coros
- Julio Moura: guitarra eléctrica y coros
- Marcelo Moura: sintetizadores y coros
- Enrique Mugetti: bajo
- Mario Serra: caja de ritmos